# Sermaises
Sermaises és un municipi francès, situat al departament del Loiret i a la regió de Centre – Vall del Loira. L'any 2007 tenia 1.597 habitants.

## Demografia

### Població
El 2007 la població de fet de Sermaises era de 1.597 persones. Hi havia 621 famílies, de les quals 162 eren unipersonals (85 homes vivint sols i 77 dones vivint soles), 189 parelles sense fills, 230 parelles amb fills i 40 famílies monoparentals amb fills.
La població ha evolucionat segons el següent gràfic:
Habitants censats

### Habitatges
El 2007 hi havia 691 habitatges, 644 eren l'habitatge principal de la família, 23 eren segones residències i 23 estaven desocupats. 579 eren cases i 110 eren apartaments. Dels 644 habitatges principals, 452 estaven ocupats pels seus propietaris, 179 estaven llogats i ocupats pels llogaters i 13 estaven cedits a títol gratuït; 5 tenien una cambra, 51 en tenien dues, 117 en tenien tres, 196 en tenien quatre i 275 en tenien cinc o més. 487 habitatges disposaven pel capbaix d'una plaça de pàrquing. A 304 habitatges hi havia un automòbil i a 249 n'hi havia dos o més.

## Economia
El 2007 la població en edat de treballar era de 1.043 persones, 789 eren actives i 254 eren inactives. De les 789 persones actives 728 estaven ocupades (402 homes i 326 dones) i 61 estaven aturades (25 homes i 36 dones). De les 254 persones inactives 83 estaven jubilades, 103 estaven estudiant i 68 estaven classificades com a «altres inactius».

### Ingressos
El 2009 a Sermaises hi havia 657 unitats fiscals que integraven 1.661 persones, la mediana anual d'ingressos fiscals per persona era de 19.087 €.

### Activitats econòmiques
Dels 65 establiments que hi havia el 2007, 1 era d'una empresa extractiva, 2 d'empreses alimentàries, 1 d'una empresa de fabricació de material elèctric, 1 d'una empresa de fabricació d'elements pel transport, 4 d'empreses de fabricació d'altres productes industrials, 15 d'empreses de construcció, 12 d'empreses de comerç i reparació d'automòbils, 1 d'una empresa de transport, 4 d'empreses d'hostatgeria i restauració, 1 d'una empresa d'informació i comunicació, 2 d'empreses financeres, 2 d'empreses immobiliàries, 7 d'empreses de serveis, 8 d'entitats de l'administració pública i 4 d'empreses classificades com a «altres activitats de serveis».
Dels 23 establiments de servei als particulars que hi havia el 2009, 1 era una oficina de correu, 1 una oficina bancària, 2 funeràries, 3 tallers de reparació d'automòbils i de material agrícola, 1 paleta, 2 guixaires pintors, 1 fusteria, 4 lampisteries, 2 electricistes, 1 empresa de construcció, 2 perruqueries, 2 restaurants i 1 agència immobiliària.
Dels 5 establiments comercials que hi havia el 2009, 1 era una botiga de més de 120 m², 2 fleques, 1 una fleca i 1 una peixateria.
L'any 2000 a Sermaises hi havia 14 explotacions agrícoles que ocupaven un total de 1.372 hectàrees.

## Equipaments sanitaris i escolars
L'únic equipament sanitari que hi havia el 2009 era una farmàcia. El 2009 hi havia una escola maternal i una escola elemental.